# Gmina Dishnicë
Gmina Dishnicë (alb. Komuna Dishnicë) – gmina miejska położona w południowej części Albanii. Administracyjnie należy do okręgu Përmet w obwodzie Gjirokastra. W 2011 roku populacja gminy wynosiła 1159 osób w tym 557 kobiet oraz 602 mężczyzn, z czego Albańczycy stanowili 95,00% mieszkańców. 
W skład gminy wchodzi piętnaście miejscowości: Katundishtë, Tolar, Beduqas, Panarit, Gërdes, Riban, Varobop, Kuqar, Mërtinje, Seniçan, Benje, Leskovec, Kodrishtë, Xhanaj, Fratar.